# Одинцовка
Одинцо́вка (рос. Одинцовка) — село (колишнє селище) у складі Бійського міського округу Алтайського краю, Росія.

## Населення
Населення — 387 осіб (2010; 420 у 2002).
Національний склад (станом на 2002 рік):
- росіяни — 96 %